# Wintergezicht met schaatsers
Wintergezicht met schaatsers is een impressionistisch schilderij uit 1864 van Johan Barthold Jongkind.
Het schilderij stamt uit Jongkinds meest creatieve periode. Het verbeeldt de winter met schaatsers op een bevroren meer. De kleuren zijn tot een minimum beperkt en de figuren en bomen zijn sterk versimpeld. Het werk wordt gerekend tot het impressionisme hoewel deze term in 1864 nog niet bestond.

## Aankoop door Teylers Museum
In 2008 werd het werk aangekocht door het Teylers Museum in Haarlem met steun van de BankGiro Loterij. Het hangt daar in de Tweede Schilderijenzaal en werd op dinsdag 28 oktober 2008 onthuld. Sinds woensdag 29 oktober 2008 is het te bezichtigen voor publiek. Het museum bezit verder drie aquarellen en een reeks etsen van Jongkind.
Ook het Gemeentemuseum Den Haag wilde het werk aanschaffen voor de eigen collectie, maar na onderling overleg werd besloten dat het Teylers Museum het werk mocht aankopen.